# Let's Be Friends
«Let's Be Friends» es el primer sencillo de la cantante estadounidense Emily Osment, de su álbum debut Fight or Flight.

## Información
El sencillo fue lanzado oficialmente el 8 de junio de 2010.

### Lista de canciones
CD Sencillo/Promo
1. Let's Be Friends - 3:04

Descarga digital
1. Let's Be Friends - 3:02

EP/Maxi-Single
1. Let's Be Friends - 3:03
2. Let's Be Friends (Prince Villiam Remix) - 4:01
3. Let's Be Friends (Coltman Remix) - 5:28

CD Promo (The Remixes)
1. Let's Be Friends (Riddler Radio) - 3:39
2. Let's Be Friends (Steve Porter Radio) - 3:56
3. Let's Be Friends (Steve Porter Club) - 5:38
4. Let's Be Friends (Riddler Extended) - 7:21
5. Let's Be Friends (Riddler Mixshow) - 5:54

## Video musical
El video muestra a Osment yendo a la playa con sus amigos, y coqueteando con hombres atractivos al azar. Inicia con Emily y sus amigos entrando en el estacionamiento de la playa en un mustang. Entonces proceden a salir al agua, donde Osment encuentra un chico lindo y comienza a coquetear. Actualmente, el vídeo ha adquirido más de 5.1 millones de visitas en el canal oficial de VEVO en YouTube.
El video fue lanzado digitalmente en iTunes el 31 de agosto de 2010.

## Posicionamiento
| Listas (2010)                                    | Posición |
| ------------------------------------------------ | -------- |
| Alemania (Media Control)                         | 69       |
| Brasil (Brasil Hot 100 Airplay)                  | 37       |
| Japón (Japan Hot 100)                            | 24       |
| Corea del Sur (International Chart) (Gaon Chart) | 15       |
| Bubbling Under Hot 100                           | 16       |
| U.S. Billboard Hot Dance Club Songs              | 31       |